# Telebasura
Telebasura es un neologismo aplicado a determinados modelos televisivos. Fue definido por la Real Academia Española como «conjunto de programas televisivos de contenidos zafios y vulgares». Su uso inicialmente coloquial y más tarde motivo de estudio sociológico, se aplica a una manera de concebir la televisión definida por la utilización de sensacionalismo, los acontecimientos impactantes, cierta excesiva incisión en los quehaceres privados y personales de personajes famosos, y absoluta carencia de contenido cultural. Las televisiones que se encargan de la difusión de este tipo de programas lo hacen con el objetivo de alcanzar elevadas audiencias, con la consiguiente captación de publicidad, y, así, obtener un claro aumento del beneficio económico. Todo ello afianzado por unos argumentos para justificar su  actuación, como por ejemplo: la libertad de expresión y el de satisfacer la demanda de la audiencia. El resultado es un modelo simple de medio de comunicación exclusivamente orientado a la promoción de lo vano y lo mundano. Su repercusión e impacto han despertado la preocupación de algunos sectores de la sociedad (incluso de especialistas en doxografía) y promovido diversas actividades y propuestas. 

## Inicios
El carácter arbitrario del término ha sido un obstáculo a la hora de establecer el origen del mismo. A pesar de ello, se estima que el término “telebasura” existe, aproximadamente, desde los años 1980. El uso comenzó a darse en Estados Unidos, cuando gran parte de la programación televisiva optó por la explotación de la violencia y el morbo como espectáculo.
Es un fenómeno televisivo muy complejo y que se ha ido formando de forma paulatina con el paso del tiempo y las necesidades de la audiencia. Además, tiene la peculiaridad de no adjudicarse a un género televisivo, sino que puede darse en diferentes tipos de programas dentro de las parrillas de programación de los canales de televisión como la telerrealidad.
Estos contenidos aportan  una imagen de la vida y de la realidad totalmente ausente de toda perspectiva ética, es decir, se dedican a colocar al televidente en una situación totalmente ficticia que tiene poca relación con la realidad. Parte de este fenómeno se inserta plenamente en la sociedad, así como en la evolución de gustos, comportamientos y costumbres que, como se puede ver con el paso del tiempo se está influyendo en un cambio social de carácter retrógrado.

## Definición según diferentes autores
Otras definiciones de algunos expertos son las siguientes:
Según apunta Gustavo Bueno: “Este concepto clasificatorio de televisión basura comienza siendo, ante todo, un concepto práctico (operatorio) en la medida en la que la delimitación del subconjunto o parte de la totalidad de referencia, llamada basura, tiene una intención despectiva o peyorativa y, en el limite, segregativa”.
El sociólogo Lorenzo Díaz habla de la telebasura en el libro que publicó llamado “La caja sucia. Telebasura en España”. Este sociólogo la define de la siguiente forma: “El término telebasura viene haciendo referencia a los contenidos programáticos considerados de baja calidad. La idea subyacente está en íntima relación con el concepto de calidad y éste, a su vez, presenta una dificultad de definición intrínseca. La calidad comprende el conjunto de características inherentes a una cosa que permite compararla con las demás de igual naturaleza. Atender a este último aspecto –habilitar la comparación-, seguramente explica el recelo de todos los agentes involucrados por valorar la calidad de un producto audiovisual”.

## Características principales
La telebasura o televisión basura (el «trash tv» inglés) suele compararse con la prensa sensacionalista. Este tipo de información se caracteriza  por una clara degradación de los contenidos y del lenguaje televisivo, que origina en el receptor un claro alejamiento de lo que debería tener la televisión en cuanto a su mensaje educativo y cultural.
Algunas de las características denunciadas en este modelo-género de ‘comunicación’ son:
- Manipulación de la información o la confusión de información y opinión.
- Ningún respeto del derecho a la privacidad.
- Conversión de dolor y miseria humana en espectáculo.
- Especial atención al escándalo sexual y la violencia.
- Uso recurrente del cuerpo humano desnudo.
- Incorrecciones en el lenguaje (incierto, en lugar de falso; prototipo, en lugar de modelo)
- Discurso minimizando las consecuencias de la prostitución y el consumo de drogas.
- La aberración, presentada como un modelo a imitar.
- Desprecio de cualquier figura de autoridad.
- Discusión acalorada en lugar de diálogo.
- Lenguaje ofensivo, gritos e insultos.
- Carencia o relativismo cultural y difusión de una subcultura.
- Promoción de la zafiedad, la pseudociencia y ciertas formas de ocultismo.
- Tratamiento obsesivo de la vida privada de los famosos y pseudofamosos.
- Exaltación del ridículo.
- Ningún tipo de consideración por los menores, a menos que la ley lo prohíba.
- Cualquier decisión a cambio de audiencia
- Continuos engaños para cebar el interés de la audiencia
- Retroalimentación entre los propios programas de este tipo
- Desprecio por la ética periodística
- Ningún rigor a la hora de confirmar fuentes.
- Promoción del engaño y la traición
- Explotación de los estereotipos
- Promoción de personas famosas antes que anónimas
- Tratamiento de la información desde el amarillismo
- Una televisión basada en la trivialidad

## Audiencia
La telebasura es un fenómeno televisivo que proporciona una fuente inagotable de beneficios económicos. Esto se debe a que son innumerables los hechos que suceden diariamente, los cuales producen el morbo necesario para conseguir realizar producciones de bajo coste con alta audiencia y, por ello, elevados beneficios. 
Actualmente esta programación ocupa aproximadamente, según las propias estadísticas del CIS, cerca de un 20% de toda la programación televisiva. Además, llegan a acaparar entre el 28 y el 35 por ciento del total de los consumidores. El perfil de los consumidores de este tipo de programaciones son principalmente mujeres entre los 15 y 23 años, y entre los 65 y los 80 años. Hay una gran estigmatización que hace que muchas personas no reconozcan que consumen este producto televisivo.
Normalmente este tipo de programas no se caracterizan por su relevancia cultural, se suelen dar en horario de noche, momento donde el interés de la sociedad se rebaja a temas insustanciales. 
Actualmente, se considera que el tiempo de ocio es una de las facetas de la vida a la que los ciudadanos dedican una buena parte de su tiempo libre. La televisión es a día de hoy uno de los pasatiempos preferidos por la ciudadanía, lo que puede comprobarse por el elevado índice de audiencia que tienen los programas televisivos. Y entre ellos, destacan con un mayor índice de relevancia, los que están denominados como “telebasura”. 

## Respuesta social
Según el Consejo del Audiovisual de Cataluña, se puede considerar telebasura el conjunto de programas en los que aparece cualquiera de los siguientes ‘síntomas’ o características: "la vulneración de derechos fundamentales, la falta de consideración hacia los valores democráticos o cívicos –como por ejemplo, el desprecio de la dignidad que toda persona merece–, el poco o ningún respeto a la vida privada o a la intimidad de las personas, o la utilización de un lenguaje chillón, grosero e impúdico. Todo esto se lleva a cabo con la «intención de convertir en espectáculo la vida de determinados personajes que, generalmente, se prestan a ser manipulados a cambio de la celebridad que les da la televisión o a cambio de contraprestaciones económicas.».
Por su parte, la Asociación de Usuarios de la Comunicación define la telebasura en España como cualquier espacio, sea cual sea su género (magazines y reality shows principalmente, pero también concursos e incluso debates), «en el que prima el mal gusto, lo escandaloso, el enfrentamiento personal, el insulto y la denigración de los participantes y la agresión a / de la intimidad (es decir, la invasión de la intimidad de los que participan pero, sobre todo, la imposición a los espectadores de la intimidad de los que participan)». Dicha asociación aclara que no debe verse su labor de denuncia como “coartada preparatoria de la censura desde planteamientos morales reaccionarios o políticamente correctos”, puesto que su labor se fundamenta “en el entendimiento de la telebasura como un fenómeno televisivo que atenta contra la función social del medio; que menoscaba sus posibilidades expresivas y de contenido en términos tanto de información y formación como de entretenimiento, y que conculca valores constitucionales como el derecho a la veracidad, a la intimidad, a la dignidad de las personas, a la no discriminación y a la protección de la infancia”.
Todo parece indicar que tales argumentos elevan la crítica contra la telebasura a un problema de educación que requiere la implicación del Estado. En algunos países (como España) se hace mención expresa a que los medios de comunicación social (tanto los de titularidad pública como a los de concesión privada) deben respetar principios como el respeto al honor, la fama, la vida privada y el conjunto de derechos y libertades reconocidos a todos los ciudadanos. La propia Federación de Asociaciones de la Prensa de España  recoge este tipo de cuestiones en su código deontológico. Pero los datos estadísticos demuestran que esa actitud desde la ley, acaba en ‘papel mojado’.

## Difusión de la telebasura

### Argentina
En los años 1990 hubo diversos programas identificados en el país como telebasura. Uno de ellos fue el exitoso Hola Susana, criticado especialmente en 1994 por su iniciativa de mostrar a personas con deformidades. Así mismo lo fueron los realizados por Mauro Viale, por crear espectáculos basados en casos policiales y personas marginales. Otros incluidos en la definición fueron Jugate conmigo por «sacarle el jugo a accidentes verídicos o simulados por participantes en juegos», además de los programas de telerrealidad Gran Hermano, Ritmo de la noche y ShowMatch, estos dos últimos conducidos por Marcelo Tinelli. También entran en esta categoría Animales Sueltos de Alejandro Fantino, los programas de telerrealidad Combate,Cuestion de Peso, Gran Hermano Argentina, Plan TV, La Voz Argentina, Despedida de solteros, Confrontados,Zapping, Bendita, Este es el show, Intrusos, Cortá por Lozano, Socios del espectáculo, PH, podemos hablar, Periodismo para todos, SDTV: Sobredosis de TV, Polémica en el Bar, y  Animales sueltos, entre otros ya que únicamente suelen debatirse a base de insultos, información no verídica, fanatismo político y por criticar diferentes ideas con la intención de generar "polémica".
Las telenovelas de Pol-ka Producciones de Canal 13 y producciones originales de Telefe como Fanny la fan, La 1-5/18, Esperanza mía, Los ricos no piden permiso, Educando a Nina, La Leona, entre otras han sido clasificadas de ser series de baja calidad por la prensa internacional y los críticos debido a la falta de calidad de la trama, la misoginia, los bajos presupuestos en las series y la adquisición de derechos de programación (entre ellas están las conocidas telenovelas turcas en Telefe). 
También entraría en esta categoría las telenovelas nacionales como El Marginal, y Okupas producido por Marcelo Tinelli. Estas novelas muestran la parte más desagradable de la pobreza, las villas miserias y la usurpación ilegal de terrenos sumado también la delincuencia frecuente de Argentina.

### Bolivia
La telebasura en Bolivia  se ha popularizado desde fines de los noventa, producida mayormente en el departamento de Santa Cruz y distribuida a nivel nacional. A pesar de que los mismos no cuentan ni con la aceptación ni aprobación por parte de la teleaudiencia (reflejado en los bajísimos Ratings) además de varias campañas en redes sociales como Facebook con hashtags como #Fueracalle7 o #Fueraloasmarquinas, algunos de los programas aludidos que, según la crítica dedicada a espectáculos, publicaban notas polémicas, amarillistas y sensacionalistas, que han recibido críticas incluso de ´parte de autoridades nacionales`. Inclusive se ha llegado a vincular la producción de varios programas con lavado de dinero producto del contrabando y el narcotráfico. Se ha solicitado mediante varias organizaciones sociales, autoridades nacionales, agrupaciones ciudadanas la suspensión de los mismos pero los productores se amparan en la libertad de expresión y en el derecho al trabajo que amparan la constitución.
Se ha planteado la acción de la alfabetización mediática y competencia mediática para la ciudadanía boliviana; debido a la realidad de las consecuencias que genera la Telebasura en su audiencia, su impacto perjudicial en la sociedad, la manipulación de la información y contenidos por el interés mercantil y político del gobierno boliviano. 

### Chile
En Chile, la telebasura fue muy popular durante los primeros años del 2000, como una involución de programas del estilo talk show como Viva el lunes, donde constantemente se invitaba a figuras públicas del espectáculo, el deporte o la política. En su primera etapa, predominada por el género de la farándula, destacaron programas como Mira Quién Habla (de Mega), Intrusos (de La Red), Alfombra Roja (de Canal 13) o SQP (acrónimo de la expresión Sálvese Quien Pueda, de Chilevisión). Su popularidad fue tal que llegó a lanzarse un álbum de figuritas relacionados con el tema, con algunos de los periodistas caricaturizados. Menciónense también los programas juveniles Mekano (de Mega), Calle 7 (de TVN) y Yingo (de Chilevisión), y a algunos programas de baile.
La extensión de la popularidad de la telebasura de farándula, se debió a los reality shows, fenómeno que llegó a Chile en 2003, de la mano de Protagonistas de la fama (de Canal 13). Posteriormente, surgirían más realities como Tocando las Estrellas (TVN), La Granja (Canal 13), Amor Ciego (Canal 13), Conquistadores del fin del mundo (Canal 13), Protagonistas de la música (Canal 13), Manos al Fuego (Chilevisión), entre otros, incluyendo Pelotón (de TVN), que fue el que más años duró en pantalla.
Desde mediados de la década de 2010, la farándula empezaría a perder terreno. Sin embargo, junto con los disturbios del 18 de octubre de 2019 (también conocidos como Estallido Social), el vacío que dejó el género antes mencionado, es ahora ocupado por programas de debate político. Estos programas constituirían un gran aporte, si no fuera por el morbo y el sectarismo (tanto de derecha como de izquierda) que se manifiestan en ellos. En 2020, se incluían también especialistas en salud pública, ante la -entonces- naciente pandemia del COVID-19.
Hoy en día, tanto los dueños de los canales como algunos partidos políticos (UDI, RN, PC, PS, Frente Amplio, etc.), fomentan (y quizá hasta financian) esta nueva ola política de telebasura a los chilenos, fomentando que cada vez más gente deje de interesarse en la televisión, cimentando y precipitando su caída como medio de comunicación.

### Colombia
Son considerados en esta categoría varios programas caracterizados por las burlas hacia personajes famosos y los escándalos en el aire. Un ejemplo considerable es el programa Muy buenos días de RCN Televisión en el cual, en una ocasión, su presentador Jota Mario Valencia se había burlado de la presentadora y modelo Jessica Cediel, quien había trabajado anteriormente en el programa, por el mal resultado de una cirugía que se había hecho en los glúteos, lo cual despertó toda una ola de críticas contra el presentador exigiendo su renuncia.[cita requerida]
Otros posibles ejemplos destacados de programación basura en Colombia son El Factor X, El lavadero y Protagonistas de nuestra tele en RCN. Por otro lado, en Caracol Televisión, se encuentran programas como La red, Gran hermano y todas las versiones de El desafío.
Otros ejemplos de programas Telebasura en Colombia son los realities: Cita a ciegas, Colombia's next top model, La granja Tolima, La isla de los famosos, etc. Estos programas tienen tanto rating, porque generan varios escándalos y conflictos entre los personajes, melodramas, diversas y explícitas escenas sexuales, además, es el televidente quien tiene el poder sobre el futuro del programa mediante su voto.
La telebasura es una constante adulteración, es decir;  desde su inicio todo es totalmente preparado y controlado; no muestran la realidad como en su objetivo se pretende, ya que esto sería aburrido, no daría de qué hablar y no movería masas, por lo tanto, no movería el dinero.

### Costa Rica
La telebasura en Costa Rica se ha popularizado en los últimos años, siendo algunos de los programas aludidos Intrusos de la farándula (posteriormente, “Intrusos”) que, según la crítica dedicada a espectáculos, publicaba notas polémicas, amarillistas y sensacionalistas. Otro programa de controversia fue Combate, donde un grupo de jóvenes competían por ganar cierta cantidad de eventos y debían responder preguntas. Estos programas, incluyendo "Batalla de Talentos" eran parte del Grupo Repretel (propiedad de Albavision) conformado por los canales 4, 6 y 11.
En Costa Rica la programación de la telebasura y su rating cambia por temporadas; y en época navideña, es cuando obtiene mayor índice de audiencia.

### Ecuador
La telebasura viene experimentando un elevado ascenso en su presencia en los canales de televisión del país, con programas como El club de la mañana e Intrusos de RTS; Faranduleros, Proyecto baila, BLN La Competencia de Canal Uno; De Boca en Boca de TC Televisión; En Contacto de Ecuavisa y Calientitos de Gamavisión.
Otro programa en Ecuador que está completamente enfocado al morbo y el chisme es “Ligando en la Oscuridad”, un programa de alto rating en donde el participante tiene que tomar a su novia orientándose solamente de su tacto.

### España
Según un estudio publicado por el Centro de Investigaciones Sociológicas en junio de 2010, siete de cada diez españoles consideraban que la programación de la televisión tenía poca o ninguna calidad. En relación con este tipo de programación, uno de los canales más criticados es habitualmente Telecinco.
De entre los pioneros se encuentran Crónicas marcianas, Gran Hermano, El bus, El diario de Patricia o Aquí hay tomate, pero el primero en popularizar la telebasura fue el programa De tú a tú haciendo un polémica entrevista con los padres de las víctimas del crimen de Alcácer . Uno de sus programas más relacionados con este fenómeno es el magacín Sálvame, cuyos contenidos originaron que distintas asociaciones de usuarios hayan solicitado su retirada de la programación.
Otra de las características observadas sobre este modelo televisivo de entretenimiento «alienante», es el elevado porcentaje de programación que ocupan en las parrillas televisivas, en detrimento de programas con otro tipo de contenido.
A pesar de que el término suele ser relacionado con la prensa del corazón, la crítica ha identificado también como telebasura los programas de telerrealidad como Gran Hermano, Gran Hermano VIP, Corazón, Mujeres y hombres y viceversa o Supervivientes, los talk-show como El diario de Patricia o A tu lado, e incluso, en el apartado de ficción, los populares culebrones.
El asunto promovió a comienzos del siglo xxi cierto debate académico con dos libros específicamente dedicados al tema: Telebasura y democracia (2002), del filósofo Gustavo Bueno, y Telebasura y periodismo (2004) del periodista y catedrático Carlos Elías. En este último, Elías critica a los periodistas de prestigio que se pasan "al lado oscuro" de la telebasura para dotarla de prestigio ante la opinión pública y para confundir periodismo con espectáculo. Considera que las televisiones pagan a estos periodistas telebasureros «sumas astronómicas de dinero con el que compran su deontología profesional».
El crítico de televisión Javier Pérez de Albéniz ha escrito un artículo en el diario británico The Guardian, en el que expresa que “España es el país líder en Telebasura”, comentando que las cadenas televisivas "no tienen ningún respeto por el buen gusto y la decencia", que los informativos “son partidistas y sensacionalistas”, y que los reality shows “son alienantes y los debates políticos extremistas”.

### México
En 2004 ya se denunciaba que la programación de los principales canales mexicanos estaba dominada por la telebasura, los deportes y películas dobladas al español. Así mismo, se ha señalado que los programas «promotores del morbo y el escándalo» se encontraban, según estudios de IBOPE, en las listas de espacios más vistos en cada canal de televisión mexicano. Las telenovelas y programas de Televisa como La rosa de Guadalupe, Como dice el dicho, Renta Congelada, Por ella soy Eva, Mujer, casos de la vida real, Hoy, Cuéntamelo ya, Hasta en las mejores familias y La hora pico han sido clasificadas de baja calidad y de telebasura por la prensa internacional debido a la falta de coherencia y la búsqueda de morbo y de polémica en sus episodios (como por ejemplo, en numerosos episodios de La rosa de Guadalupe: "Los polémicos", "Monsterball Go", "Cuando acallan las ballenas", "Calcetitas rojas", "Mi hijo es un negro", "Dónde nace el perdón", "El estorbo", "La limonada" "Cosplay: Salvemos el mundo", etc).
Al mismo tiempo TV Azteca también ha sido criticada por programas como Acércate a Rocío, Venga la alegría, Ventaneando, Lo que callamos las mujeres, Enamorándonos, Al Extremo, etc.
La telebasura en México se ha ido moldeando por épocas. Un grave problema de la telebasura es que provoca la integración de la audiencia, en dos sentidos, ya que los espectadores tienen una función pasiva pero muchas veces integran hábitos cotidianos de las características de los personajes vistos en la tele. Un ejemplo de la gravedad de este asunto, fue el caso de una niña de 10 años que en el 2011 se suicidó tras ver un episodio de La rosa de Guadalupe. El mismo se basaba en una niña que atravesaba el divorcio de sus padres, y para conseguir su atención intentaba suicidarse y la Rosa de Guadalupe la salvaba. En el caso real, la niña estaba pasando por una situación similar, solo que en este caso las consecuencias fueron fatales.
Además los mismos dueños de las cadenas de televisión en este país han reconocido abiertamente que el objetivo de su televisión no está en enseñar, ni edificar a la gente; tal es el caso de Emilio Azcárraga Milmo, el entonces director ejecutivo de Televisa, quien en una entrevista en 1993 declaró textualmente lo siguiente: "México es un país de una clase modesta muy jodida, que no va a salir de jodida. Para la televisión es una obligación llevar diversión a esa gente y sacarla de su triste realidad y de su futuro difícil." 

### Paraguay
Los canales de televisión abierta como La Tele, Telefuturo y el SNT emiten contenido proveniente de Brasil (Rastros de mentiras y Moisés y los diez mandamientos) y de México (La rosa de Guadalupe) debido a la falta de producción televisiva en sus canales. En los tiempos libres, los canales de TV paraguaya emiten segmentos sobre casos paranormales, abundante pseudociencia como las supersticiones, el número 666, las sirenas y el sexto sentido sin prueba alguna. Así como también Unicanal  transmitía programas de televisión argentinos hasta 2015.
El canal que destaca como líder de la televisión Telebasura en Paraguay es Telefuturo, y desde el año 2010, existe un boicot convocado por diversos periodistas y usuarios de redes sociales tildando el canal de "telebasura" o "infobasura" por varios de sus contenidos estelares.
Además, Red Guaraní, Paraguay TV y Canal 13 en la década de 2010 emitían contenido educativo libre de telebasura.

### Perú
A finales de la década de 1990, la telebasura surgió a través del desfile de «gigantes y cabezudos» y de la técnica de las «cortinas de humo», entre las que se encontraba la prensa rosa, financiada por la red de corrupción del entonces gobierno del presidente Alberto Fujimori, con el objetivo de distraer a la población de los asuntos de índole nacional. En su obra A trancas y barrancas, el escritor Bryce Echenique afirmaba que «cada día el hombre […] [veía] más horas de telebasura y [soportaba] el idiotizador impacto de la publicidad sin capacidad de respuesta alguna». Los autodenominados «talk shows» fueron los espacios en los que se promovía inteligentemente la propaganda oficialista.
Un programa pionero de tipo «talk show» Laura en América, conducido por Laura Bozzo, recibió muchas críticas por mostrar estereotipos de la sociedad peruana, calificando al país como de: «gente sin dientes, que habla un castellano pésimo, solo se divierte en polladas y resuelve sus conflictos privados mediante el llanto, el grito y los golpes». El programa presentó en la secuencia «Hago todo por dinero» a personas de bajos recursos sometidas a humillaciones y vejaciones a cambio de dinero, inclusive un reto en el que una señora debía lamer las axilas y los pies de otra persona. Esto conllevó a protestas por escolares, y motivó la formalización de la Veeduría Ciudadana, una instancia que conectó espectadores y los medios para afrontar quejas en su programación. Veeduría junto al Consejo de la Prensa Peruana y el Instituto Prensa y Sociedad fueron instituciones no estatales que informaron la situación de regulación televisiva.
El programa de espectáculos y grabaciones indiscretas Magaly TeVe fue bastante criticado durante sus años de transmisión, catalogándolo de basura televisiva por «promover el morbo y el escándalo».
Otros programas catalogados como basura son los programas de telerrealidad Combate (el cual también tiene versiones en Argentina y Colombia), Esto es guerra y BLT La Competencia (el cual este último también tiene una versión en Ecuador) por exhibiciones de la vida personal de sus participantes. Además se incluyen los programas de espectáculos Amor, amor, amor, Espectáculos, Al aire, Hola a todos y Estás en todas, programas criticados por exponer la vida personal de personajes de la farándula. También El valor de la verdad y La paisana Jacinta recibieron la misma etiqueta, el primero por exponer la intimidad de los participantes al público a cambio de dinero, y el segundo por promover el racismo. El canal que recibió acusaciones de liderar la televisión telebasura en Perú es América Televisión.
Desde 2002 existe el sistema de clasificación por edades denominado Opción TV. Posteriormente es cuando la Ley 28278, de Radio y Televisión, regula la actividad de los medios de radiodifusión en el país. En su artículo 33.º establece que los servicios de radiodifusión deben contribuir a proteger o respetar los derechos fundamentales de las personas, así como los valores nacionales que reconoce la Constitución Política del Perú y los principios establecidos en la presente Ley. Una ley que, sin embargo, no se implementa en su totalidad. El guionista Eduardo Adrianzén señaló en una columna de 2012 que «en los países nórdicos, ejemplos mundiales de tolerancia y respeto a todos los derechos, hace rato ya habrían cancelado varios programas de TV peruanos por más exitosos que sean, por la simple razón de que rozan el delito». El periodista influyente César Hildebrandt y el intelectual Marco Aurelio Denegri mostraron abiertamente su rechazo de la programación reciente en la televisión.
Los jóvenes peruanos han salido a las calles varias veces para protestar en contra de la Telebasura, los mismos buscan eliminar este contenido de la televisión peruana y piden cambiarlo por «una hora de cultura» (que adoptó en gran medida TV Perú 7.4). Su preocupación se centra en que los contenidos «basura» están plagados de escándalos sexuales, y de imágenes sugestivas; afectan creando estereotipos negativos que son asumidos por los televidentes, sobre todo por los adolescentes y niños de las zonas de menores recursos quienes suelen ver este tipo de programas en familia. En 2020, la congresista Yessica Marisela Apaza Quispe creó un proyecto de ley para regular las emisiones de tales contenidos, incluido programas de telerrealidad.

### Venezuela
La telebasura llegó a Venezuela a finales de la década de 1990, en la programación de canales como Venevisión y Televen, y desde 2007 con el nuevo canal TVes. Venevisión en 2014 transmitió el programa El show del vacilón con Wilmer Ramírez y Moncho Martínez, programa compuesto por un refrito de programas cómicos anteriores (como por ejemplo ¡Qué Locura!, que también fue criticado por su contenido violento) y recurrir al uso excesivo de humor gráfico y mujeres "sexys" en los sketch[cita requerida] otros posibles ejemplos de ‘televisión basura’ que ese canal transmite son o han sido Portada's, Atómico, Casos de familia, ¿Quién tiene la razón?, entre otros.
La cadena de televisión Televen por su parte en los últimos años ha optado más por adoptar programas del extranjero y racionalizarlos, un ejemplo de esto es el programa Hay corazón que sigue la misma modalidad del programa 12 corazones, lo que lo clasifica como "telebasura" es el hecho de que en dos ocasiones el canal lo ha sacado de su parrilla de transmisión por infringir horario de transmisión; otro programa fuertemente criticado es Se ha dicho.[cita requerida]
Se puede confirmar que en Venezuela abundan los programas “basura”. El gobierno venezolano también ha censurado cualquier contenido de periodismo objetivo que intente abordar la problemática social, política y económica que atraviesa el país; dejando a la televisión abierta venezolana con programaciones basura y otros programas en donde se silencia la realidad de la crisis venezolana.